# Passiflora lancetillensis
Passiflora lancetillensis là một loài thực vật có hoa trong họ Lạc tiên. Loài này được J.M. MacDougal & Meerman mô tả khoa học đầu tiên năm 2003.